# Medenjak
Medenjak je vrsta prehrambenog proizvoda, srodnog keksu.
Dobiva ga se od mlinskih proizvoda i/ili od škroba, šećera, meda, škrobnog sirupa, masnoća i dopuštenih aditiva.